# Sabine Braun
Sabine Braun (Essen, Renània del Nord-Westfàlia, Alemanya, 19 de juny de 1965) va ser una atleta alemanya, especialitzada en la prova d'heptatló en la qual va arribar a ser dues vegades campiona del món, els anys 1991 i 1997.

## Carrera esportiva
Al Mundial de Tòquio 1991 va guanyar la medalla d'or en heptatló, amb una puntuació total de 6672 punts, per davant de la romanesa Liliana Năstase i la soviètica Irina Belova.
Dos anys després, al Mundial de Stuttgart 1993 va guanyar la plata, quedant després de la nord-americana Jackie Joyner-Kersee i per davant de la belarussa Svetlana Buraga.
I al Mundial d'Atenes 1997 va tornar a guanyar l'or, per davant de la britànica Denise Lewis i la lituana Remigija Nazarovienė.